# کوسی ناکامورا
کوسی ناکامورا (انگلیسی: Kosei Nakamura؛ زادهٔ ۵ آوریل ۱۹۸۱) بازیکن فوتبال اهل ژاپن است.
از باشگاه‌هایی که در آن بازی کرده‌است می‌توان به باشگاه فوتبال کاشیما آنتلرز و باشگاه فوتبال آلبیرکس نیگاتا اشاره کرد.